# MLB All-Star Game 1960 (drugi mecz)
MLB All-Star Game 1960 – 29. Mecz Gwiazd ligi MLB, drugi All-Star Game sezonu 1960, który rozegrano 13 lipca 1960 roku na stadionie Yankee Stadium w Nowym Jorku. Mecz zakończył się zwycięstwem National League All-Stars 6–0. Spotkanie obejrzało 38 362 widzów.

## Wyjściowe składy
| National League | National League | National League | National League | American League | American League | American League | American League |
| #               | Zawodnik        | Klub            | Pozycja         | #               | Zawodnik        | Klub            | Pozycja         |
| --------------- | --------------- | --------------- | --------------- | --------------- | --------------- | --------------- | --------------- |
| 1               | Willie Mays     | Giants          | CF              | 1               | Minnie Miñoso   | White Sox       | LF              |
| 2               | Bob Skinner     | Pirates         | LF              | 2               | Pete Runnels    | Red Sox         | 2B              |
| 3               | Hank Aaron      | Braves          | RF              | 3               | Roger Maris     | Yankees         | RF              |
| 4               | Ernie Banks     | Cubs            | SS              | 4               | Mickey Mantle   | Yankees         | CF              |
| 5               | Joe Adcock      | Braves          | SS              | 5               | Bill Skowron    | Yankees         | 1B              |
| 6               | Eddie Mathews   | Braves          | 3B              | 6               | Yogi Berra      | Yankees         | C               |
| 7               | Bill Mazeroski  | Pirates         | 2B              | 7               | Frank Malzone   | Red Sox         | 3B              |
| 8               | Del Crandall    | Braves          | C               | 8               | Ron Hansen      | Orioles         | SS              |
| 9               | Vern Law        | Pirates         | P               | 9               | Whitey Ford     | Yankees         | P               |

| National League | 0 | 2 | 1 | 0 | 0 | 0 | 1 | 0 | 2 | 6 | 10 | 0 |
| American League | 0 | 0 | 0 | 0 | 0 | 0 | 0 | 0 | 0 | 0 | 8  | 0 |
| WP: Vern Law (1–0) LP: Whitey Ford (0–1) SV: Lindy McDaniel (1) Home runy: NL: Eddie Mathews (1), Willie Mays (1), Stan Musial (1), Ken Boyer (1) |   |   |   |   |   |   |   |   |   |   |    |   |

## Składy
| Miotacze - Gary Bell (2) - Jim Coates (2) - Bud Daley (4) - Chuck Estrada (2) - Whitey Ford (7) - Frank Lary (2) - Bill Monbouquette (2) - Camilo Pascual (3) - Gerry Staley (4) - Dick Stigman (2) - Early Wynn (8) Łapacze - Yogi Berra (15) - Elston Howard (5) - Sherm Lollar (9) |  | Wewnątrzpolowi - Luis Aparicio (5) - Nellie Fox (12) - Jim Gentile (2) - Ron Hansen (2) - Frank Malzone (6) - Vic Power (6) - Brooks Robinson (2) - Pete Runnels (4) - Bill Skowron (6) Zapolowi - Al Kaline (8) - Harvey Kuenn (10) - Jim Lemon (2) - Mickey Mantle (11) - Roger Maris (3) - Minnie Miñoso (9) - Al Smith (3) - Ted Williams (19) |  | Menadżer - Walter Alston Trenerzy - Solly Hemus - Fred Hutchinson |

| Miotacze - Bob Buhl (2) - Roy Face (4) - Bob Friend (4) - Bill Henry (2) - Larry Jackson (4) - Vern Law (2) - Mike McCormick (2) - Lindy McDaniel (2) - Johnny Podres (3) - Stan Williams (2) Łapacze - Ed Bailey (4) - Smoky Burgess (6) - Del Crandall (7) |  | Wewnątrzpolowi - Joe Adcock (2) - Ernie Banks (8) - Ken Boyer (5) - Dick Groat (4) - Norm Larker (2) - Eddie Mathews (9) - Bill Mazeroski (5) - Charlie Neal (3) - Tony Taylor (2) - Bill White (4) Zapolowi - Hank Aaron (8) - Orlando Cepeda (4) - Roberto Clemente (2) - Willie Mays (9) - Stan Musial (19) - Vada Pinson (4) - Bob Skinner (3) |  | Menadżer - Al Lopez Trenerzy - Tony Cuccinello - Don Gutteridge |

- W nawiasie podano liczbę powołań do All-Star Game.